# تپه مالک‌آباد۲
تپه مالک آباد۲ مربوط به سده‌های متاخر دوران‌های تاریخی پس از اسلام است و در شهرستان اراک، بخش مرکزی، دهستان معصومیه، روستای مالک آباد واقع شده و این اثر در تاریخ ۲۶ اسفند ۱۳۸۷ با شمارهٔ ثبت ۲۶۱۰۱ به‌عنوان یکی از آثار ملی ایران به ثبت رسیده است.